# Snooker aux Jeux paralympiques
Snooker aux Jeux paralympiques trouve son orignive en septembre 1943 lorsque le gouvernement britannique a demandé au neurologue Ludwig Guttmann de créer le National Spinal Injuries Centre à l'hôpital de Stoke Mandeville dans le Buckinghamshire:1. Lorsque le centre a ouvert en 1944, Guttmann en a été nommé directeur et a occupé ce poste jusqu'en 1966. Le sport a été introduit dans le cadre du programme de réadaptation totale des patients du centre, en commençant par les fléchettes, le snooker, punchball, et le bowling, suivis du Tir à l'arc:1–3.
Guttmann organisa les premiers Jeux de Stoke Mandeville pour les paraplégiques sous la forme d'une démonstration de tir à l'arc avec deux équipes, qui eurent lieu le 29 juillet 1948, le jour même du début des Jeux olympiques d'été de 1948 à Londres. Netball fut ensuite ajouté comme épreuve en 1949, et le lancer du javelot en 1950. Le snooker fut introduit pour la première fois aux Jeux de Stoke Mandeville en 1951 et fut inclus dans chaque épreuve annuelle jusqu'en 1959:4–12, 45.
Guttmann a utilisé à l'origine le terme Jeux paraplégiques, un nom qui a ensuite évolué vers les "Jeux paralympiques" (ou "Paralympics"),qui ont eu lieu pour la première fois à Rome parallèlement aux jeux olympiques d'été en 1960.
Le snooker a été inclus aux premiers jeux paralympiques de 1960, qui se sont tenus à Rome. L'événement s'est déroulé en extérieur dans une zone couverte d'une piste d'athlétisme, sur une table qui avait été envoyée par l'hôpital de Stoke Mandeville:56. À l'exception de 1980, le snooker a ensuite été disputé à chaque Paralympique d'été suivant jusqu'en 1988, un total de sept Jeux paralympiques.
Le snooker n'était ouvert qu'aux concurrents masculins aux Jeux paralympiques:368. Au cours de son histoire paralympique, l'événement a été dominé par Grande-Bretagne, qui a remporté huit médailles d'or dans ce sport, dont trois ont été attribuées au joueur du Nottinghamshire Michael Shelton.

## Palmarès

### Homme
1960,(pp56–62)
| Épreuves                        | Or                 | Argent                | Bronze                  |
| ------------------------------- | ------------------ | --------------------- | ----------------------- |
| Paraplégique ouvert pour hommes | Cliff Keaton (GBR) | Michael Shelton (GBR) | Giovanni Ferraris (ITA) |
| Paraplégique ouvert pour hommes | Cliff Keaton (GBR) | Michael Shelton (GBR) | George Portelli (MLT)   |

1964
| Épreuves                        | Or                    | Argent             | Bronze                |
| ------------------------------- | --------------------- | ------------------ | --------------------- |
| Paraplégique ouvert pour hommes | Michael Shelton (GBR) | Frank Vecera (USA) | Claude Markham (MLT)  |
| Paraplégique ouvert pour hommes | Michael Shelton (GBR) | Frank Vecera (USA) | George Portelli (MLT) |

1968
| Event                           | Or                    | Argent             | Bronze                 |
| ------------------------------- | --------------------- | ------------------ | ---------------------- |
| Paraplégique ouvert pour hommes | Michael Shelton (GBR) | Jimmy Gibson (IRL) | John Newton (AUS)      |
| Paraplégique ouvert pour hommes | Michael Shelton (GBR) | Jimmy Gibson (IRL) | Aroldo Ruschioni (ITA) |

1972
| Épreuves                      | Or                    | Argent              | Bronze                 |
| ----------------------------- | --------------------- | ------------------- | ---------------------- |
| Paraplégique masculin         | Michael Shelton (GBR) | Jimmy Gibson (IRL)  | Aroldo Ruschioni (ITA) |
| Tétraplégique masculin,(p112) | Peter Haslam (GBR)    | Cliff Rickard (AUS) | Chris McGann (GBR)     |

1976
| Épreuves   | Or                 | Argent               | Bronze                |
| ---------- | ------------------ | -------------------- | --------------------- |
| Hommes 2-5 | D. Mellway (CAN)   | Brian Faulkner (GBR) | Michael Shelton (GBR) |
| AC Hommes  | Tommy Taylor (GBR) | Rod Vleiger (USA)    | P. Haslam (GBR)       |

1984
| Épreuves               | Or                 | Argent            | Bronze             |
| ---------------------- | ------------------ | ----------------- | ------------------ |
| Paraplégique masculin  | Jimmy Gibson (IRL) | J. Buchanan (GBR) | Mike Langley (GBR) |
| Tétraplégique masculin | P. Haslam (GBR)    | K. Ellison (GBR)  | Tommy Taylor (GBR) |

1988
| Event       | Or                 | Argent              | Bronze            |
| ----------- | ------------------ | ------------------- | ----------------- |
| Open hommes | Mike Langley (GBR) | Michael White (IRL) | Maurice Job (GBR) |

## Tableau des médailles
| Rang  | Nation                | Or | Argent | Bronze | Total |
| ----- | --------------------- | -- | ------ | ------ | ----- |
| 1     | Grande-Bretagne (GBR) | 8  | 4      | 6      | 18    |
| 2     | Irlande (IRL)         | 1  | 3      | 0      | 4     |
| 3     | Canada (CAN)          | 1  | 0      | 0      | 1     |
| 4     | États-Unis (USA)      | 0  | 2      | 0      | 2     |
| 5     | Australie (AUS)       | 0  | 1      | 1      | 2     |
| 6     | Italie (ITA)          | 0  | 0      | 3      | 3     |
| 6     | Malte (MLT)           | 0  | 0      | 3      | 3     |
| Total | Total                 | 10 | 10     | 13     | 33    |